# شذى ياسين العزاوي
شذى ياسين أحمد العزاوي سياسية عراقية ونائبة في مجلس النواب العراقي ولدت في بغداد في 7 أكتوبر 1961

## السيرة الذاتية
- شذى ياسين عبدالكريم أحمد العزاوي عراقية من مواليد بغداد 7 أكتوبر 1961 وأرملة المرحوم الفريق الركن "مزهر شاهر نصيف العزاوي".
- خريجة معهد المعلمين المركزي وباشرت الوظيفة سنة 1985 وتسلسلت بالمناصب سنة 1994 كمعاونة أدارية وبعدها باشرت كمديرة في محافظة كركوك عام 1997. انتقلت الى بغداد سنة 1999 وباشرت بوظيفتها كمعلمة.
- مديرة مدرسة البواسل في منطقة زيونة بتاريخ 2013 الى اليوم..
- 2018 أسست مؤسسة تعليمية تضم رياض الاطفال وحضانة اهلية ومعهد يشمل دروس تقوية مجانية لكافة المراحل الدراسية لأولاد الشهداء والمتعففين وذوي الاحتياجات الخاصة.
- شاركت في دورات تثقيفية وتطويرية عن الادارة.

## التعليم الاكاديمي
- دبلوم معهد المعلمين المركزي (1985 - 1984)
- الدراسة الاعدادية الفرع الأدبي (1982 - 1983)

## البرلمان العراقي
شاركت في الأنتخابات النيابية في العراق في 10 تشرين الأول سنة 2021. وتحدد الانتخابات 329 عضوًا من أعضاء مجلس النواب الذين كان يُتوقع منهم انتخاب رئيس الجمهورية والمصادقة على تعيين رئيس الوزراء. تسلمت منصب نائب في البرلمان العراقي لتمثيل محافظة بغداد في لجنة النفط والغاز النيابية.

## النشاط المدني في مؤسسات المجتمع المدني
1. عضوية جمعية العطاء الانسانية في 29\6\2003
2. رشحت من قبل جميعة العطاء الانسانية للعمل في لجنة المرأة لتجمع المنظمات والجمعيات الانسانية العراقية غير الحكومية NGOS الكائن في شارع الرشيد بتاريخ 5\10 \2003
3. المشاركة في لجنة مناهضة الارهاب للأعداد لتنظيم المسيرة المناهضة للأرهاب في فندق فلسطين مرديان برئاسة السيد توفيق الياسري في 10\12\2003
4. المشاركة في مهرجان الأول لمطقوعي الاذن واللسان الذي اقامته الجمعية الوطنية للدفاع عن حقوق الانسان في قاعة مقر التجمع في تشرين الأول 2003
5. المشاركة مع وقد التجمع في المؤتمر الطبي التخصصي الأول لرعاية والطفولة الذي اقامته منظمة الطفولة برعاية تجمع المنظمات والجمعيات الانسانية غير الحكومية وبالتعاون مع وزارة الصحة العراقية والمنظمات الدولية للفترة من 2003\ 12 \29-28
6. المشاركة مع وفد التجمع في مؤتمر التاسيس الأول (للمجلس النسوي العراقي) في نادي الاقتصاديين في 21 كانون الثاني 2004
7. المشاركة في المهرجان الأول الذي اقامه تجمع المنظمات والجمعيات الانسانية العراقية غير الحكومية NGOS بمناسبة يوم المرأة العالمي الذي أقيم في المسرح الوطني في 8 مارس / اذار 2004
8. المشاركة وساهمت في الاعداد للمهرجان الأول الذي اقامته جمعية العطاء الانسانية للاحتفال بيوم اليتيم في قاعة التجمع 2\4\2004
9. تم تكليفها مع الأول أخرين من قبل رئاسة التجمع لحضور افتتاح مشروع (اولف بالمة التعليمي) بالتعاون مع (منظمة تموز للتنمية الاجتماعية) الكائن في حي الوحدة في 24\4\2004
10. المشاركة مع رئاسة التجمع بالمؤتمر المنعفد في وزارة حقوق الانسان في 3\5\2004
11. المشاركة في مسيرة السلام التي أقائمها تجمع المنظمات والجمعيات الانسانية العراقية غير الحكومية NGOS الذي كان شعارها لا للأرهاب نعم نعم للسلام بعد ان توقف القتال في النجف الأشرف في 6\9\2004
12. المشاركة في اللجنة التحضرية للمؤتمر الاستثنائي الذي أقامه تجمع المنظمات والجمعيات الانسانية العراقية NGOS وبرعاية معهد الديمقراطية والتنمية في العراق حول (تقييم العملية الانتخابية) في نادي العلوية بتاريخ 3\1\2006